# Fuschlseeregion

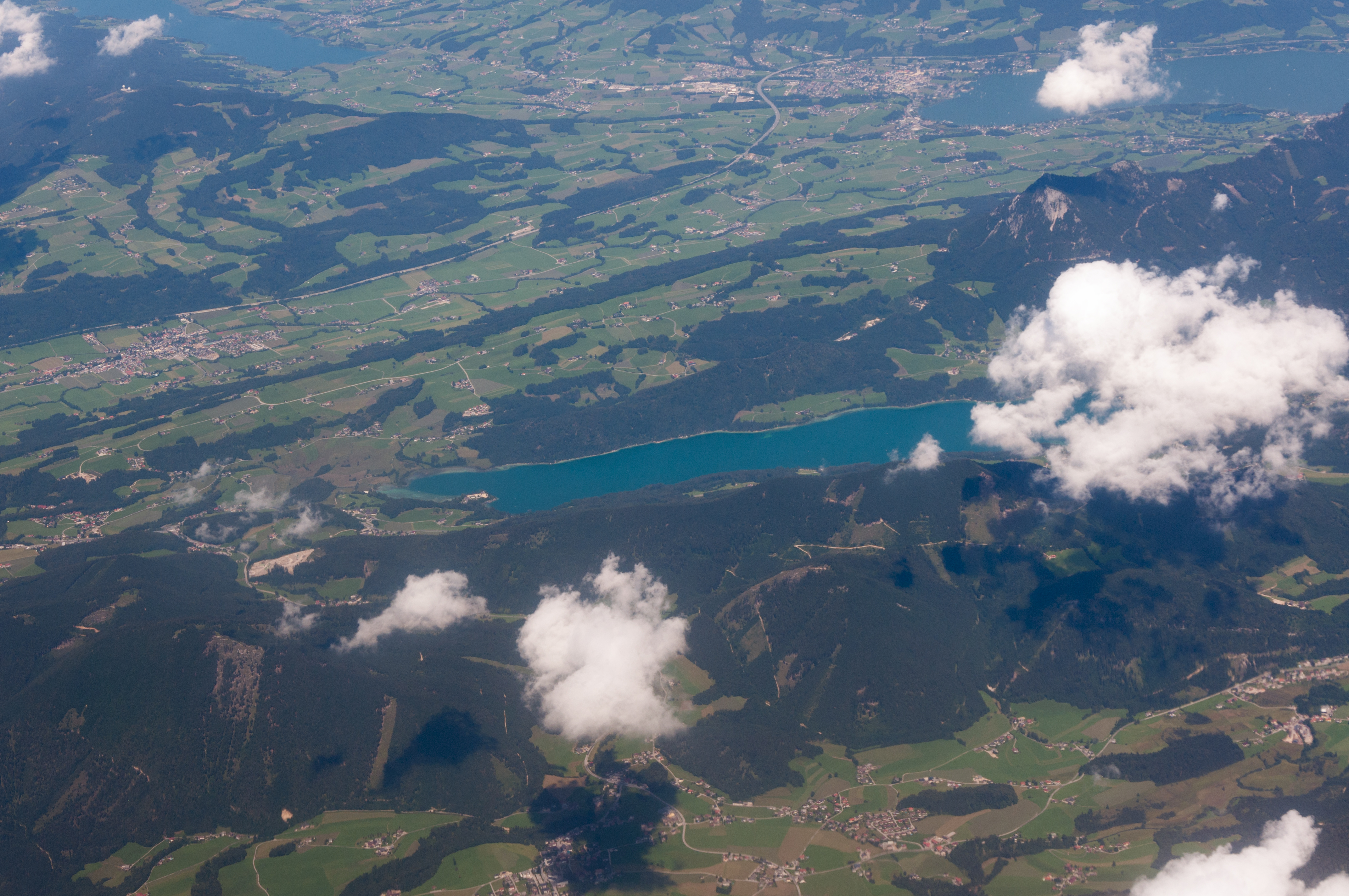
Fuschlsee aus der Vogelperspektive

Die Fuschlseeregion (auch Ferienregion Fuschlsee) ist eine im Nordosten des österreichischen Bundeslandes Salzburg und großräumig um den Fuschlsee liegende Tourismusregion und bildet einen Teil des Salzkammerguts.

## Geschichte
Sechs Gemeinden im Nordosten des Landes Salzburg bzw. deren Tourismusverbände arbeiteten zwecks Stärkung des Fremdenverkehrs in der Region ab 2014 an einen Zusammenschluss, der letztlich Mitte 2016 zustande kam und faktisch mit 2017 umgesetzt wurde. Beteiligt an der Bildung des Tourismusverbands waren die Gemeinden Ebenau, Faistenau, Fuschl am See, Hintersee, Hof bei Salzburg und Koppl.

## Geographie
Die Fuschlseeregion liegt östlich der Landeshauptstadt Salzburg im Flachgau und erstreckt sich von östlich des Salzburger Beckens bis nahe den Wolfgangsee. Das Gebiet umfasst folgende Gemeinden:
- Ebenau
- Faistenau
- Fuschl am See
- Hintersee
- Hof bei Salzburg
- Koppl
- Thalgau

Weitere Orte in der Region sind etwa
- Elsenwang, eine kleine Ortschaft westlich von Hof bei Salzburg
- Vordersee, ein Ort am Hintersee
- Schroffenau, nördlich von Ebenau
- Tiefbrunnau, eine Ortschaft südlich von Fuschl am See

### Gewässer

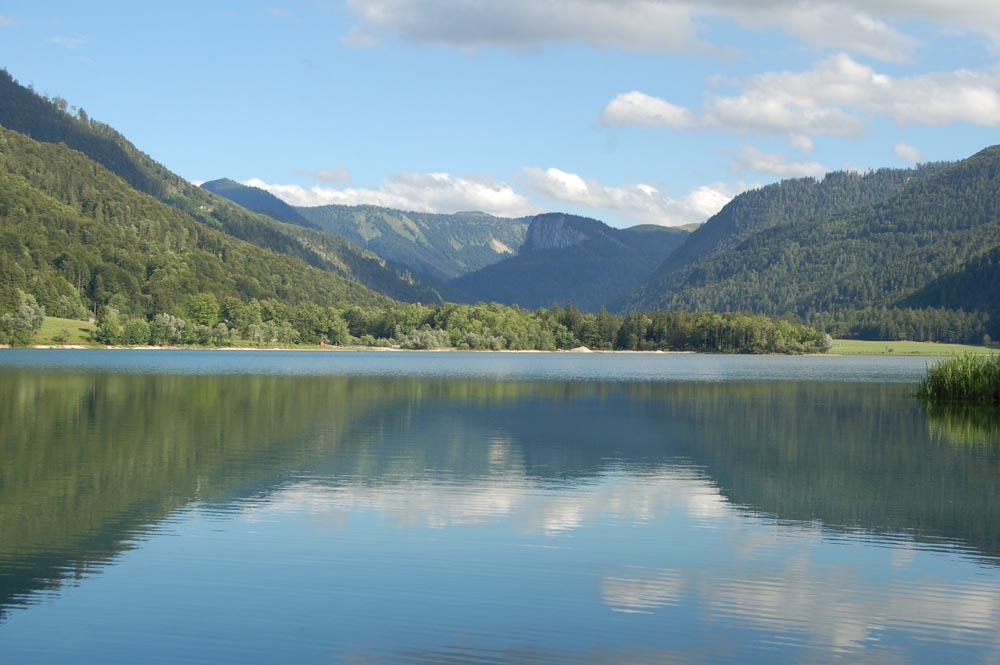
Der Hintersee

In der Region existieren zwei größere Seen: der Fuschlsee und der Hintersee. Kleine Gebirgsseen sind um Fuschl am See der Eibensee und der Filblingsee.

### Gebirge
Die Fuschlseeregion wird großteils von der Osterhorngruppe eingenommen.

## Nachweise
- Fuschlseeregion bündelt die Kräfte. In: Salzburger Landeskorrespondenz. 21. Juli 2016, abgerufen am 13. März 2018.

Koordinaten: 47° 47′ 46,5″ N, 13° 18′ 11,3″ O